# 二人三足

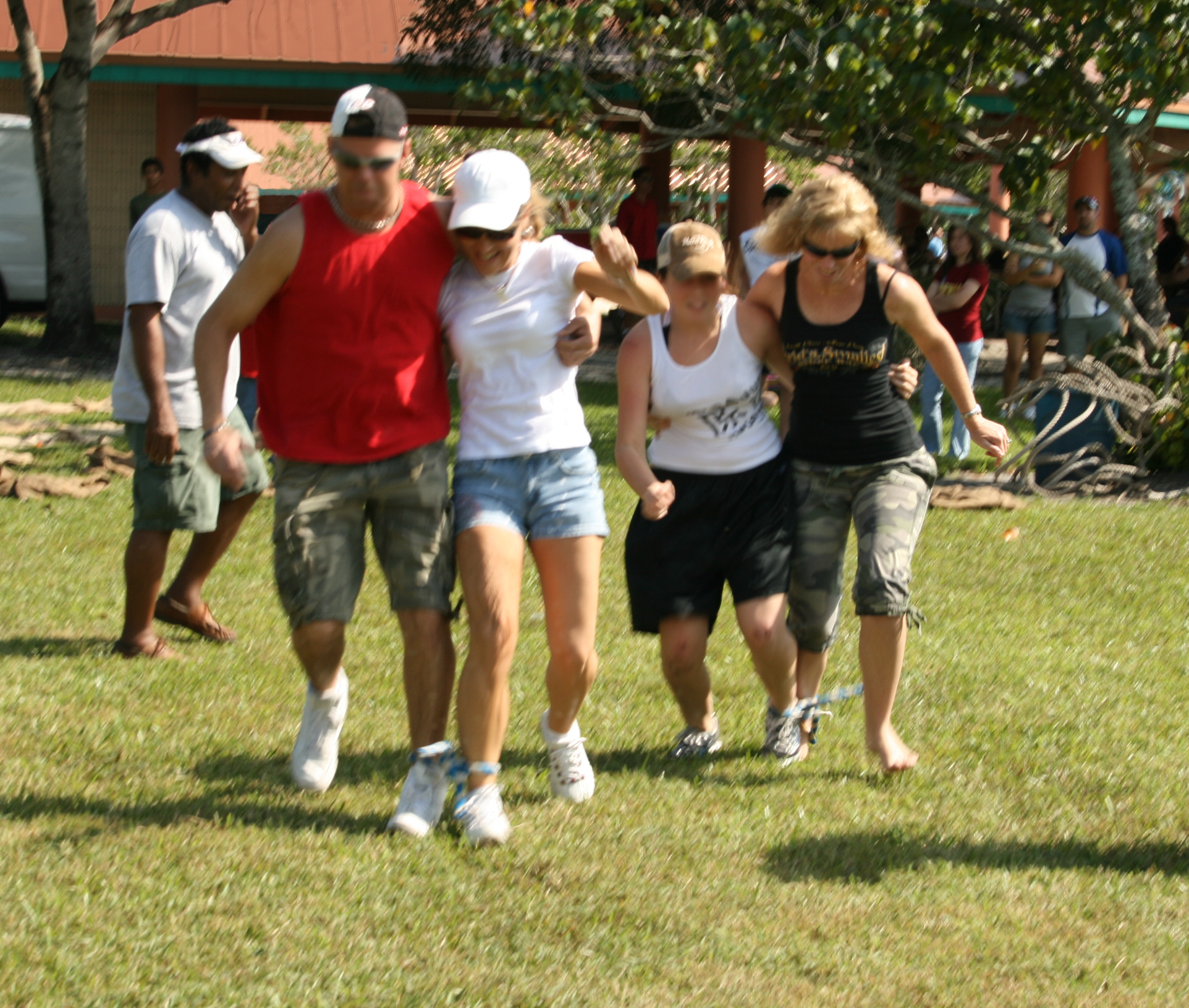
2007年美國邁阿密企業舉辦的兩人三腳競賽

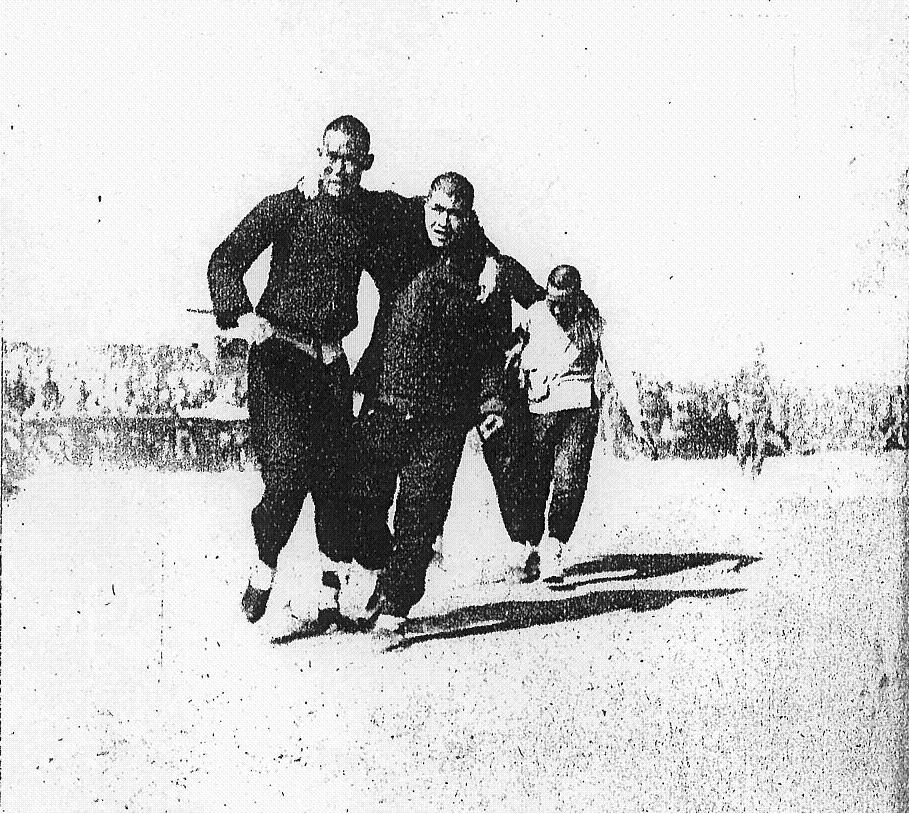
中國山西臨汾召開的日支親善運動會。《朝日新聞》1939年4月25日報導

兩人三腳是兩人將各自一隻腳與對方的腳固定後並排前行的競技遊戲，參與者必須培養默契以避免摔倒。是運動會、團康運動常見項目。
當參與者多於兩個人時，競技名稱可以更動為三人四腳、四人五腳，以此類推。